# Calling
Calling – dwudziesty drugi singel japońskiego zespołu B’z, wydany 9 lipca 1997 roku. Osiągnął 1 pozycję w rankingu Oricon i pozostał na liście przez 17 tygodni, sprzedał się w nakładzie 1 000 020 egzemplarzy. Singel zdobył status płyty Milion.
Utwór tytułowy został wykorzystany jako piosenka przewodnia TV dramy Glass Mask (jap. ガラスの仮面 Garasu no kamen) stacji TV Asahi.

## Lista utworów
| Nr | Tytuł                                  | Czas |
| -- | -------------------------------------- | ---- |
| 1. | „Calling”                              | 5:56 |
| 2. | „Gimme your love (Live at Tokyo Dome)” | 6:05 |

## Muzycy
- Tak Matsumoto: gitara, kompozycja i aranżacja utworów
- Kōshi Inaba: wokal, teksty utworów, aranżacja
- Jun Aoyama: perkusja (#1)
- Hideo Yamaki: perkusja (#1)
- Denny Von Heiser: perkusja (#2)
- Masao Akashi: gitara basowa
- Akihito Tokunaga: gitara basowa (#1), aranżacja (#1)
- Akira Onozuka: fortepian (#1)
- Takanobu Masuda: keyboard (#2)
- Daisuke Ikeda: aranżacja (#1)
- Shinozaki Strings: instrumenty smyczkowe (#1)

## Notowania
| Lista                                  | Pozycja |
| -------------------------------------- | ------- |
| Oricon Weekly Singles Chart            | 1       |
| Oricon Monthly Singles Chart           | 1       |
| Oricon Yearly Singles Chart (rok 1997) | 16      |